# 佐藤寿朗
佐藤 寿朗（さとう としろう、1936年 - 2018年4月19日）は、日本の漫画家。本名：佐藤 寿朗。福島県会津若松市出身。別名　佐藤トシロー、佐藤よしろう、北竜一郎、三上タローなど。

## 来歴・人物
- 1954年、会津若松市の印刷所でデザイナーしながら、佐藤トシローの名前で、『アサヒグラフ』、『読売グラフ』に投稿し入選する。福島民報、福島民友に社会漫画を掲載[1][2]。
- 1957年、会津漫画研究会に入会、同年9月に上京[1]。
- 1958年、佐藤よしろうの名前で、貸本漫画のあかしや書房やひばり書房から短編作品を発表。
- 1959年、同郷の平田昭吾の紹介で手塚治虫と会い師事[1]。手塚作品を手伝う。[2]
- 1960年、少年誌『少年クラブ増刊号』などに作品発表するが、主に劇画作家として貸本専門の単行本を発表。東京トップ社のスリラーシリーズ、剣豪伝シリーズなど多数の作品を発表。
- 1966年、平田昭吾の運営する智プロに誘われ参加[2]。手塚の「火の鳥」、「マグマ大使」、「ブラック・ジャック」などを手伝う。
- 1968年、心機一転、北竜一郎の名前で『漫画ゴラク』、『別冊漫画天国』など青年誌を中心に連載多数。
- 1970年、ジャンルにより三上タローの名前も使用する。
- 1977年、『ベーブルース物語』（辻真先著　学研）、『シートン動物記』（ポプラ社）、『黄金仮面』（主婦の友社）など、漫画だけでなく挿絵も行う。
- 1987年、佐藤トシローの名前で平田式アニメ絵本『はくちょうの王子』、『ふしぎの国のアリス』を発表。
- 2018年 4月19日死去。